# Тенсбюттель-Рест
Тенсбюттель-Рест (нім. Tensbüttel-Röst) — громада в Німеччині, розташована в землі Шлезвіг-Гольштейн. Входить до складу району Дітмаршен. Складова частина об'єднання громад Міттельдітмаршен.
Площа — 19,36 км2. Населення становить 675 ос. (станом на 31 грудня 2020).